# Sojakagen under Besættelsen
|  | Denne artikel er oprettet af botten Steenthbot ud fra en ekstern database. Den kan derfor have sproglige fejl eller mangler. Denne skabelon kan fjernes efter kontrol af indholdet. |

Sojakagen under Besættelsen er en dansk dokumentarisk optagelse fra 1940.

## Handling
Optagelser fra Dansk Sojakagefabrik, Sojakagen i folkemunde, på Islands Brygge under Besættelsen. Fabrikken ejes af ØK og producerer sojamel og madolie.
Der afholdes brandøvelse. Fabrikkens arbejdere blev sat til at opdyrke et areal på grund af råvaremangel samt anlægge en sportsplads for at undgå fyringer.